# Eleições parlamentares europeias de 1984 (Reino Unido)
As eleições parlamentares europeias de 1984 no Reino Unido foram realizadas a 14 de junho para eleger os 81 assentos do país para o Parlamento Europeu.

## Resultados Nacionais
| Partido                 | Partido                                | Votos      | %               | +/-  | Deputados | +/-     |
| ----------------------- | -------------------------------------- | ---------- | --------------- | ---- | --------- | ------- |
|                         | Partido Conservador                    | 5 426 821  | 38,77 / 100,00  | 9,63 | 45 / 81   | 15      |
|                         | Partido Trabalhista                    | 4 865 261  | 34,76 / 100,00  | 3,13 | 32 / 81   | 15      |
|                         | Aliança Liberal-SDP                    | 2 591 635  | 18,51 / 100,00  | 5,93 | 0 / 81    | Estável |
|                         | Partido Nacional Escocês               | 230 594    | 1,65 / 100,00   | 0,19 | 1 / 81    | Estável |
|                         | Partido Democrático Unionista          | 230 251    | 1,64 / 100,00   | 0,37 | 1 / 81    | Estável |
|                         | Partido Social Democrata e Trabalhista | 151 399    | 1,08 / 100,00   | 0,03 | 1 / 81    | Estável |
|                         | Partido Unionista do Ulster            | 147 169    | 1,05 / 100,00   | 0,12 | 1 / 81    | Estável |
|                         | Outros                                 | 355 060    | 2,50 / 100,00   |      | 0 / 81    |         |
| Total                   | Total                                  | 13 998 190 | 100,00 / 100,00 |      | 81 / 81   |         |
| Eleitorado/Participação | Eleitorado/Participação                | 42 981 348 | 32,57 / 100,00  | 0,22 |           |         |